# Rockers (film)
Pour les articles homonymes, voir Rockers.
Pour plus de détails, voir Fiche technique et Distribution.
Rockers est un film jamaïcain écrit et réalisé par Ted Bafaloukos, sorti en 1978. Plusieurs stars du reggae sont présentes dans ce film, notamment Leroy « Horsemouth » Wallace, Burning Spear, Gregory Isaacs, Big Youth, Dillinger, Robbie Shakespeare, et Jacob Miller.
Le film montre les pérégrinations de Leroy Wallace alias Horsemouth, un batteur vivant à Kingston. Ses revenus de musicien n’étant pas suffisants, il s’achète une moto pour vendre des disques aux disquaires de l’île jusqu’à ce qu’il se la fasse mystérieusement voler.
Rockers était à l'origine un documentaire, mais s'est développé en un long-métrage montrant la culture reggae à son apogée. Dans ce film, la culture, les personnages et les traits particuliers sont authentiques. Le personnage principal, Horsemouth par exemple, est montré vivant avec son épouse actuelle et ses enfants dans sa propre maison. Les studios d'enregistrement montrés sont les célèbres Harry J Studios où ont été enregistrés de nombreux artistes reggae roots au cours des années 1970, y compris Bob Marley.
Le patois rasta parlé dans tout le film est retranscrit avec des sous-titres pour le public étranger.

## Synopsis
Horsemouth, célèbre mais pauvre batteur du ghetto de Kingston, trouve le moyen de gagner sa vie en investissant dans une moto afin d'aller acheter des disques à crédit chez le producteur Joe Gibbs et de les revendre dans les petites boutiques de disques qui pullulent sur l'île. Il trouve aussi un petit emploi de batteur dans l'hôtel d'un certain monsieur Marshall et sympathisera avec sa fille, Sunshine.
Tout va basculer lorsqu'on lui vole sa moto. Peu après, Sunshine vient lui dire qu'elle a vu la moto volée dans un entrepôt de son père, qui, en parallèle de son business hôtelier, fait dans le trafic d'objets volés divers et variés. Plutôt que d'appeler la police, Horsemouth décide de la récupérer lui-même avec quelques amis. Malheureusement, peu de temps après, le manager de l’hôtel, monsieur Honeyball, le voit arriver avec. Il en fait part à son patron qui envoie ses hommes de main molester le batteur et reprendre l'engin. Horsemouth décide alors de le punir avec l'aide de ses amis. Ils vont à l'entrepôt avec des camions récupérer la moto et embarquent par la même occasion toutes les marchandises volées, puis se rendent dans les demeures de Marshall et de son bras droit, Honeyball, pendant leur absence, prendre tous leurs meubles et leurs vêtements.
À la fin du film, on voit toutes ces marchandises posées en divers points du ghetto et les habitants se servir dans les piles de meubles et d'appareils ménagers.

## Distribution
- Leroy Wallace : Horsemouth (lui-même)
- Richard Hall : Dirty Harry (lui-même)
- Monica « Madgie » Craig : femme de Horsemouth (elle-même)
- Gregory Isaacs : Jah Tooth
- Jacob Miller : Jakes
- Robbie Shakespeare : lui-même
- Bunny Wailer : lui-même
- Frank Dowding :  Kiddus I (lui-même)
- Winston Rodney :  Burning Spear (lui-même)
- Manley Buchanan : Big Youth (lui-même)
- Lester Bullocks : Dillinger (lui-même)
- Leroy Smart : lui-même
- Theophilus Beckford : Easy Snapping
- Errol Brown : Natty Garfield
- Lawrence Lindo : Jack Ruby (le producteur de musique) (lui-même)
- Joe Gibbs : lui-même
- Earl « Chinna » Smith (lui-même)
- Noel Simms : Noel « Skully » Simms (lui-même)

## Bande originale
Certaines versions remplacent Man in the Street avec Dread Lion par Lee Perry and the Upsetters.

## Production
Rockers est en quelque sorte un remake du Voleur de bicyclette, film italien de Vittorio De Sica sorti en 1948. Il semblerait aussi que ce film ait influencé Pee-wee Big Adventure de Tim Burton. Dans les deux cas, le héros recherche un deux-roue (un vélo dans le film de Burton) rouge siglé d'une tête de lion[réf. souhaitée]. Diffusé dans les pays anglophones avec des sous-titres, tout comme Tout, tout de suite (1972), il est difficilement compréhensible en anglais puisque ses principaux protagonistes parlent le patois rasta, un anglais des îles très modifié.
Le film est une auto-production par un label qui met en scène ses poulains dans leur vie quotidienne. En effet, la plupart des éléments sont réels, tels que les enfants et la femme de Horsemouth (le personnage principal) qui évoluent dans leur propre maison. Et c'est là le deuxième intérêt du film, véritable instantané sans concession de la vie jamaïcaine des années 1970 et de toutes ses contradictions. Enfin, le scénario, cousu de fil blanc, fait penser par de nombreux aspects aux films de la Blaxploitation à la sauce jamaïcaine[réf. nécessaire].
Des échantillons de dialogue du film ont été utilisés dans le début des années 1990 dans le morceau jungle, Babylone par Splash, Dub terrorist par Insolence et dans la piste Zion Youth de l'album Second Light de Dreadzone, sorti en 1995.
En 2018, Wallace, Kiddus I et Big Youth se réunissent pour donner deux spectacles à São Paulo, au Brésil, pour commémorer le 40e anniversaire du film.